# 55815 Melindakim
55815 Melindakim è un asteroide della fascia principale. Scoperto nel 1994, presenta un'orbita caratterizzata da un semiasse maggiore pari a 2,3823470 UA e da un'eccentricità di 0,2341766, inclinata di 24,70969° rispetto all'eclittica.